# مسجد السلطان قايتباي (الفيوم)
مسجد قايتباي أو مسجد خوند أصلباي بني المسجد في العصر المملوكي عام 1476 على يد «خوند أصلباي» زوجة السلطان الأشرف قايتباي في زمن سلطنة ابنها السلطان الناصر محمد بن قايتباي. يقع المسجد في أقصى الطرف الشمالي للقسم الغربي من مدينة الفيوم على ضفاف ترعة بحر يوسف. والمسجد معالم أثرية مميزة مثل دكة المقرئ والباب والمنبر الذي يمكن فكه وتركيبه والمطعم بسن الفيل الذي استورد خصيصاً له من الصومال.